# Аракс (космический аппарат)
«Аракс» (Индекс ГРАУ — 11Ф664) — российский тяжёлый спутник оптико-электронной разведки. Разработан в НПО имени С. А. Лавочкина.

## Разработка
Проект по созданию спутника видовой разведки, призванный заменить спутники серии «Неман», был начат в НПО Лавочкина в 1977 году. В 1983 году проект был одобрен, первый старт планировался в 1987 году. Основной проблемой оставалось производство зеркала для телескопа, так как подобных изделий советская промышленность ещё не производила. С распадом СССР проект был остановлен до 1997 года из-за отсутствия финансирования.
Большая масса космического аппарата (около 7500 кг) потребовала разработки специальной модификации разгонного блока, получившего название ДМ-5.

## Эксплуатация
Первый аппарат был запущен 6 июня 1997 и получил обозначение «Космос-2344». Сразу после выведения на орбиту отказала одна из двух батарей аппарата. Из-за этого операторам приходилось постоянно включать и отключать систему обогрева при входе аппарата в зону тени Земли для экономии ресурса оставшейся батареи. Через четыре месяца после запуска, в октябре 1997 операторы забыли отключить обогреватели, что привело к полному разряду батареи. Связь с аппаратом была потеряна.
Второй аппарат запущен 25 июля 2002 года и получил обозначение «Космос-2392». Параметры расчетной орбиты составляли: высота 1500х1835.6 км, наклонение 63,44°, период обращения 119.7 мин. Весной 2003 года использовался для наблюдения за вторжением США в Ирак. Аппарат прекратил работу летом 2003 из-за потери герметичности приборного отсека.
Планировалось построить третий аппарат из частей, оставшихся от испытательных прототипов, однако в итоге он не был построен.

## Характеристики
Стоимость одного КА Аракс около 100 млн рублей (в 5 раз больше КА Неман) Срок функционирования на орбите около трёх лет.
Аппарат оснащался телескопом с зеркалом диаметром 1,5 м, произведенным санкт-петербургской компанией ЛОМО.